# بهترین جفت‌پا در تجارت
بهترین جفت‌پا در تجارت (به انگلیسی: The Best Pair of Legs in the Business) فیلمی محصول سال ۱۹۷۳ و به کارگردانی کوین لافان است. در این فیلم بازیگرانی همچون رج وارنی، دایانا کوپلند، لی مونتگی، جین سیمور و پرستون لاک‌وود ایفای نقش کرده‌اند.